# Octopus sinensis
Octopus sinensis is een inktvissensoort uit de familie van de Octopodidae. De wetenschappelijke naam van de soort werd voor het eerst geldig gepubliceerd in 1834 door d'Orbigny.